# 阿瑟·罗森坎普夫
阿瑟·罗森坎普夫（英語：Arthur Rosenkampff，1884年11月3日—1952年11月6日），美国男子竞技体操运动员。他曾获得1904年夏季奥运会体操比赛男子团体全能银牌。他也参加了另外三个个人小项，最好名次是第76名。